# 右城暮石
右城 暮石（うしろ ぼせき 1899年7月16日 - 1995年8月9日）は、日本の俳人。高知県出身。

## 生涯
長岡郡本山町字古田小字暮石（くれいし）に生まれる。本名は齊（いつき）で、俳号の暮石は出身地の小字の名に因む。
木能津尋常小学校から本山高等小学校に入り、1913年、中退し土佐電鉄に入社。1918年、社会運動家の岡本利吉の世話で、大阪電灯に入社。1920年、大阪朝日新聞社の俳句大会で松瀬青々を知り、青々の主宰誌「倦鳥」（けんちょう）に入会。1935年頃には古屋秀雄、細見綾子とともに「倦鳥」の若手三羽烏と呼ばれた。1938年大阪から奈良県に移住、晩年郷里へ戻るまで、奈良に住み、奈良を愛した。1946年「風」「青垣」同人。1947年、西東三鬼の紹介で日吉館句会のメンバーとなる。。1949年、「風」を退会し「天狼」同人。1952年、「筐」（かたみ）を創刊、富雄句会の会報誌であった。1956年、「筐」を「運河」に改題し主宰となる。
1964年、第5回スバル賞（「天狼」同人賞）受賞。1971年、第二句集『上下』他で第5回蛇笏賞受賞。1990年、「運河」主宰を茨木和生に譲り、1992年4月、92歳で高知県の生地に帰郷した。
「いつからの一匹なるや水馬」「散歩圏伸ばして河鹿鳴くところ」など、穏やかな目線で小動物を扱った句が多い。「散歩圏」の句は帰郷してのちの晩年の句である。
2003年、第一句集『声と声』から第六句集『散歩圏』にその補遺『頑張れよ』および句集未収録作品を加えた『定本右城暮石全句集』（茨木和生監修、邑書林）が刊行された。
また、茨木和生、藤本安騎生の二人の俳人協会賞作家を育てた。

## 顕彰
出身の本山町では、町立大原富枝文学館を中心に、愛弟子・茨木和生の助力を得つつ、右城暮石の顕彰に注力している。
1. 俳句の道＝町内に、1993年から2003年の11年間で、暮石句碑2基を含む20基の句碑が建立され、散策コース「俳句の道」として整備された。
2. 特別展示（企画展）＝文学館のリニューアルオープン（2018年4月）以来、「右城暮石展　古里がそのまま人に。」（2019年4月〜5月）、「俳句の道展『青々と暮石』」（2020年4月〜8月）、「開館30周年記念企画　俳句の道展『誓子と暮石』」（2021年4月〜7月）が開催されている。（2021年4月判明分）
3. 右城暮石顕彰吉野川全国俳句大会は、2021年で28回を数え、最高賞は暮石の号を冠せて「右城暮石賞」と名付けられている。

## 句集
- 『声と声』（1959年、近藤書店）
- 『上下』（1970年、運河俳句会）
- 『虻峠』（1981年、角川書店）
- 『天水』（1985年、運河俳句会）
- 『定本上下』（1986年、四季出版）
- 『一芸』（1989年、富士見書房）
- 『散歩圏』（1994年、角川書店）
- 『定本右城暮石全句集』（2003年、邑書林）
- 『自註現代俳句シリーズ・Ⅱ期4　右城暮石集』（1979年、俳人協会）

## 句碑
- 天の神地の神々に植田澄む（1979年、御所市高鴨神社）
- 上げ馬をあげしどよめき多度祭（1985年、桑名郡多度神社）
- 鷹舞へり青嶺に隠れ現れて（1987年、東吉野村・旅館天好園）
- 八十年ぶりふるさとの螢の火（1993年、高知県本山町、俳句の道）
- いつからの一匹なるや水馬・天上へ赤消え去りし曼珠沙華（一石二句、1996年、高知県本山町、俳句の道）

## 作品
- 綿虫を誓子指ざし三鬼つかむ（1956年）
- 炎天を来て大阪に紛れ込む（1959年）
- 冬浜に生死不明の電線垂る（1964年）
- 父やさしく母きびしくて雛祭り（1966年）
- 萬緑の宇陀郡ぬけて吉野郡（1976年）
- 妻の遺品ならざるはなし春星も（1978年）
- 一芸と言ふべし鴨の骨叩く（1986年）
- 迷走の紐ぶら下げて台風図（1990年）
- 散歩圏伸ばして河鹿鳴くところ（1992年）
- 眼あくたび食事の時間虫の声（1994年10月14日作）